# 강원지방기상청
강원지방기상청(江原地方氣象廳, Gangwon Regional Office of Meteorology)은 강원특별자치도의 기상에 관한 사무를 관장하는 대한민국 기상청의 소속기관이다. 2002년 6월 1일 발족하였으며, 강원특별자치도 강릉시 과학단지로 130에 위치하고 있다. 청장은 고위공무원단 나등급에 속하는 일반직공무원으로 보한다.

## 직무
- 관할지역 기상예보의 종합·조정 및 예보자료의 수집·분석
- 관할지역 예보[2]·특보[3]의 생산·통보 및 사후 분석
- 소속기관 예보자료의 생산·지원
- 지역예보기술의 연구개발
- 기상에 관한 상담업무
- 관할지역 기상관측 및 기후정보업무의 지도
- 지역기상관측업무 및 위탁관측업무의 관리
- 지역기상자료의 수집·분배 및 기후자료의 통계
- 지역 기상산업진흥에 관한 사항
- 기상자료의 증명·제공 및 보급
- 기상관측[4]·예보·전산·통신장비의 검정·운영 및 유지·관리
- 지방종합기상정보망의 관리·운영
- 국지기상자료의 전산처리 및 전산기법의 개발
- 기후정보의 생산·보급 및 기상지식의 보급
- 보안·문서관리·인사·예산회계 및 물품·국유재산관리에 관한 사항
- 소속기관에 대한 업무의 지휘·감독

## 연혁
- 1949년 12월 16일: 국립중앙관상대 소속으로 강릉측후소 설치.[5]
- 1963년 2월 12일: 중앙관상대 소속으로 변경.[6]
- 1966년 1월 1일: 중앙관상대 소속으로 춘천측후소 설치.[7]
- 1966년 11월 5일: 강릉측후소 소속으로 속초출장소 설치.[8]
- 1970년 7월 18일: 속초출장소를 속초측후소로 승격. 춘천측후소 소속으로 대관령·홍천·삼척·원성·인제분실 설치.[9]
- 1978년 4월 15일: 대관령분실을 대관령측후소로 승격.[10]
- 1979년 9월 14일: 강릉측후소를 강릉지대로 승격시키고 속초·대관령측후소를 소속기관으로 편입. 부산지대로부터 울진측후소 및 영덕분실을, 춘천측후소로부터 삼척분실을 이관받음.[11]
- 1981년 11월 2일: 부산지대로부터 울릉도측후소를 이관받음.[12]
- 1982년 1월 1일: 강릉지대를 중앙기상대 소속 강릉지방기상대로 개편.[13]
- 1985년 7월 2일: 춘천측후소를 이관받고 울진측후소 및 영덕분실을 부산지방기상대로 이관. 소속기관으로 태백기상관측소를 설치하고 대관령측후소를 대관령기상관측소로 개편. 원성분실을 원주측후소로 개편. 삼척·홍천·인제분실을 삼척·홍천·인제기상관측소로 개편.[14]
- 1987년 12월 15일: 소속기관으로 철원측후소 설치.[15]
- 1990년 12월 27일: 기상청 소속으로 변경.[16]
- 1992년 3월 13일: 강릉지방기상청으로 개편하고 소속기관으로 동해레이더기상대를 설치하고 태백·삼척기상관측소를 소속기관으로 편입. 춘천·원주·속초·철원·울릉도측후소를 춘천·원주·속초·철원·울릉도기상대로 개편.[17]
- 1994년 9월 9일: 소속기관으로 영월기상대 설치.[18]
- 1995년 12월 29일: 삼척기상관측소 폐지.[19]
- 2000년 7월 27일: 대관령기상관측소를 대관령기상대로 개편.[20]
- 2002년 6월 1일: 강원지방기상청으로 개편. 동해레이더기상대를 동해기상대로 개편.[21]
- 2003년 11월 27일: 소속기관으로 광덕산기상레이더관측소 설치.[22]
- 2007년 3월 16일: 광덕산기상레이더관측소를 대관령기상대 소속으로 이관.[23]
- 2008년 10월 22일: 광덕산기상레이더관측소를 광덕산기상관측소로 개편. 홍천·인제·태백기상관측소 폐지.[24]
- 2010년 4월 13일: 광덕산기상관측소 폐지.[25]
- 2015년 6월 9일: 원주·동해·속초·철원·영월·대관령·울릉도기상대 폐지.[26]

## 관할구역
- 강원특별자치도

## 조직

### 청장
- 기획운영과[27]
- 예보과[28]
- 관측과[28]
- 기후서비스과[28]

### 소속기관
- 기상대[27]
  - 춘천기상대

## 강원국지수치예보시스템
강원지역은 많은 부분이 산악으로 구성되어 있을 뿐만 아니라 동해와 접해있는 지역으로써 기상변화가 매우 복잡하며 그 예측이 쉽지 않다. 특히 강원지역의 빈번한 여름철 집중호우와 겨울철 대설은 많은 재산과 인명 손실을 초래하기 때문에 강원지방기상청은 이 지역 기상 예측능력 향상을 위하여 2002년부터 본청을 제외한 지방청 최초로 강원국지수치예보시스템을 개발하였다.